# باول برينكلي
باول برينكلي (بالإنجليزية: Paul Brinkley)‏ هو شخصية أعمال أمريكي، ولد في 15 نوفمبر 1966 في دالاس في الولايات المتحدة.